# Esposito (cognome)
Esposito è un cognome di lingua italiana.

## Varianti
Espositi, Esposto, Esposti, D'Esposito, Degli Espositi, Degli Esposti, Sposito, Spositi, Sposto, Sposti, Spisto, Spista, Spisti.

## Origine e diffusione
Il cognome Esposito fa parte di quel gruppo di cognomi italiani che in passato si soleva assegnare ai trovatelli, cioè i bambini rifiutati dai genitori naturali e abbandonati alla nascita o in tenera età.
In particolare, Esposito fu il cognome che per consuetudine in Campania venne a lungo imposto agli infanti rinvenuti nella cosiddetta "ruota degli esposti" (nota anche come "ruota degli innocenti" o "ruota dei proietti/projetti"), un cilindro ligneo girevole, con meccanismo a bussola, che permetteva l'abbandono del bambino in forma anonima e discreta, dandogli accesso al brefotrofio. Questa pratica di affidare il neonato all'altrui pietà e pubblica carità, allo scopo di concedergli una possibilità di sopravvivenza, era nota come "esposizione" e il soggetto che la subiva veniva detto "esposto". Il cognome Esposito trae infatti la sua origine etimologica dal latino expositus, che significa appunto "esposto".
Il primo bambino di cognome Esposito fu un certo Fabritio ritrovato nel 1623 nella ruota degli esposti di Napoli.
La ruota degli esposti di Napoli, nata nel XIV sec. insieme all'annessa basilica dell'Annunziata (ove è tuttora visibile), è rimasta in funzione fino alla sua chiusura, il 22 giugno 1875, anche se neonati continuarono ad essere abbandonati sul sagrato o sui gradini della basilica per molti anni a seguire e il relativo brefotrofio continuò ad accogliere orfani fino al 1980. I bambini depositati sulla ruota napoletana ed "esposti" alla misericordia della Madonna dell'Annunziata, erano comunemente detti "figli d' 'a Madonna" o "figli d' 'a Nunziata".
Il primo Esposito della storia fu registrato presso l'Ospedale dell'Annunziata il 1º gennaio 1623: si trattava di "Fabritio de anni due", come si legge sul relativo documento d'anagrafe.
La consuetudine di assegnare ai trovatelli napoletani il cognome Esposito fu interrotta, durante il "decennio francese", dall'allora re di Napoli Gioacchino Murat, che lo considerava un umiliante marchio d'origine, una potenziale fonte di discriminazione e di disagio sociale per chi lo portava, "una macchia che impedisce talvolta i vantaggi che [i proietti] potrebbero avere nello Stato Civile".
Con il decreto n. 985 del 3 giugno 1811, dispose pertanto che i bambini abbandonati ricevessero un cognome di fantasia adeguato alla persona, per esempio che ne richiamasse le caratteristiche fisiche, somatiche o naturali, oppure che facesse riferimento al santo del giorno o al periodo dell'anno in cui era avvenuta l'esposizione, o anche al luogo di nascita o altri dati noti (talora chi effettuava l'immissione nella ruota lasciava infatti insieme al bambino documenti o bigliettini con indicazioni sulla sua origine geografica e/o familiare, utili in caso di eventuale riconoscimento a posteriori).
Esposito è il quarto cognome più diffuso in Italia, con oltre 35.000 famiglie così chiamate, la maggioranza delle quali concentrata in Campania (oltre 22.000 famiglie), in particolare nella Città metropolitana di Napoli (oltre 18.000 famiglie), dove detiene il primato per frequenza e diffusione.

## Persone
- Ciro Esposito, attore italiano (Napoli, n.1981)
- Pio Esposito, calciatore italiano (Castellamare di Stabia, n.2005)
- Giovanni Esposito, attore e comico italiano (Napoli, n.1970)
- Maurizio Esposito, attore e conduttore televisivo italiano (Milano, n.1957)
- Salvatore Esposito, calciatore italiano (Castellamare di Stabia, n.2000)
- Salvatore Esposito, attore e scrittore italiano (Napoli, n.1986)
- Sebastiano Esposito, calciatore italiano (Castellamare di Stabia, n.2002)